# Regering van Sint Maarten
In Sint Maarten zijn sinds 2010 twaalf kabinetten aangetreden onder voorzitterschap van in totaal zeven verschillende minister-presidenten. De ministers (maximaal 7) vormen samen de Raad van Ministers. De regering van Sint Maarten wordt gevormd door de Koning en de ministers. De Koning wordt vertegenwoordigd door de Gouverneur.

## Overzicht
| Nr. | Kabinet             | Minister-President | Partijen                                  | Zetels | Verkiezingen     | Termijn                        | Demissionair     | Eind             | Dagen                         | Reden |
| --- | ------------------- | --- | ----------------------------------------- | ------ | ---------------- | ------------------------------ | ---------------- | ---------------- | ----------------------------- | --- |
| 1   | Wescot-Williams I   | Sarah Wescot-Williams (DP)                                                                                             | DP en UP                                  | 8/15   | 2010             | 10 oktober 2010                | 27 april 2012    | 21 mei 2012      |                               | Een lid van UP steunde de meerderheid niet meer. |
| 2   | Wescot-Williams II  | Sarah Wescot-Williams (DP)                                                                                             | NA, DP en drie onafhankelijke Statenleden | 10/15  | -                | 21 mei 2012                    | 5 mei 2013       | 14 juni 2013     |                               | Drie statenleden trokken hun steun in. |
| 3   | Wescot-Williams III | Sarah Wescot-Williams (DP)                                                                                             | UP, DP, onafhankelijken                   |        | -                | 14 juni 2013                   | 9 september 2014 | 19 december 2014 |                               | |
| 4   | Gumbs               | Marcel Gumbs (UP) | UP en twee onafhankelijke Statenleden     | 9/15   | 2014             | 19 december 2014               | 28 oktober 2015  | 19 november 2015 |                               | Parlementslid stapte uit coalitie |
| 5   | Marlin I            | William Marlin (NA) | NA, UP, USP, onafhankelijken              |        | 2014             | 19 november 2015               |                  |                  |                               | |
| 6   | Marlin II           | William Marlin (20 december 2016 tot 24 november 2017) Rafael Boasman (USP) (24 november 2017 tot 15 januari 2018)     | NA, USP, DP                               |        | 2016             | 20 december 2016               |                  |                  |                               | Na 2 moties van wantrouwen en een aanwijzing van de Rijksministerraad moest Marlin opstappen. Doordat Brownbill als onafhankelijk Statenlid doorging verloor het kabinet zijn meerderheid in de Staten. |
| 7   | Marlin-Romeo I      | Leona Marlin-Romeo (UP)                                                                                                | UP, DP, één onafhankelijke                |        | Interim-kabinet  | 15 januari 2018                |                  |                  |                               | |
| 8   | Marlin-Romeo II     | Leona Marlin-Romeo (UD) (25 juni 2018 tot 10 oktober 2019)Wycliffe Smith (SMCP) (10 oktober 2019 tot 19 november 2019) | UD, SMCP                                  | 8/15   | 26 februari 2018 | 25 juni 2018-19 november 2019  |                  |                  | 1 jaar, 4 maanden en 25 dagen | Drie UD-statenleden trokken hun steun in. |
| 9   | Jacobs I            | Silveria Jacobs (NA)                                                                                                   | NA, USP, drie onafhankelijken             | 9/15   | Interim-kabinet  | 19 november 2019-28 maart 2020 |                  |                  | 4 maanden en 9 dagen          | |
| 10  | Jacobs II           | Silveria Jacobs (NA)                                                                                                   | NA, UP                                    | 10/15  | 9 januari 2020   | 28 maart 2020-3 mei 2024       |                  |                  |                               | |
| 11  | Mercelina I         | Luc Mercelina (URSM)                                                                                                   | URSM, DP, PFP, NOW                        | 8/15   | 11 januari 2024  | 3 mei 2024-26 november 2024    |                  |                  | 18 dagen                      | Een NOW-statenlid stapte uit de partij waardoor de coalitie de meerderheid verloor |
| 12  | Mercelina II        | Luc Mercelina (URSM)                                                                                                   | URSM, DP, PFP, SAM                        | 9/15   | 19 augustus 2024 | 26 november 2024-heden         |                  |                  |                               | |

Wescot-Williams I ·
Wescot-Williams II ·
Wescot-Williams III ·
Gumbs ·
Marlin I ·
Marlin II ·
Marlin-Romeo I ·
Marlin-Romeo II ·
Jacobs I ·
Jacobs II ·
Mercelina I ·
Mercelina II
Raad van ministers van het Koninkrijk der Nederlanden

Nederland (1848-heden) ·
Aruba (1986-heden) ·
Curaçao (2010-heden) ·
Sint Maarten (2010-heden)

Voormalige landen in het Koninkrijk:

Nederlandse Antillen (1949-2010) ·
Suriname (1949-1975)